# Quetelet (cratère)
Quetelet est un cratère lunaire situé sur la face cachée de la Lune. Les bords du cratère ont été déformés par des impacts ultérieurs. 
En 1970, l'Union astronomique internationale lui a attribué le nom de Quetelet en l'honneur de l'astronome belge Adolphe Quetelet.

## Cratères satellites

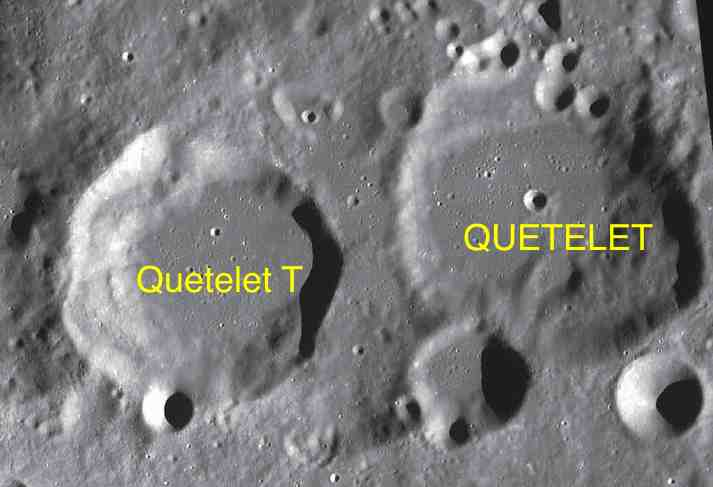
Carte des cratères satellites de Quetelet.

Par convention, les cratères satellites sont identifiés sur les cartes lunaires en plaçant la lettre sur le côté du point central du cratère qui est le plus proche de Quetelet.
| Quetelet | Latitude | Longitude | Diamètre |
| -------- | -------- | --------- | -------- |
| T        | 42.8° N  | 137.6° W  | 46 km    |